# Naturpark Obere Donau

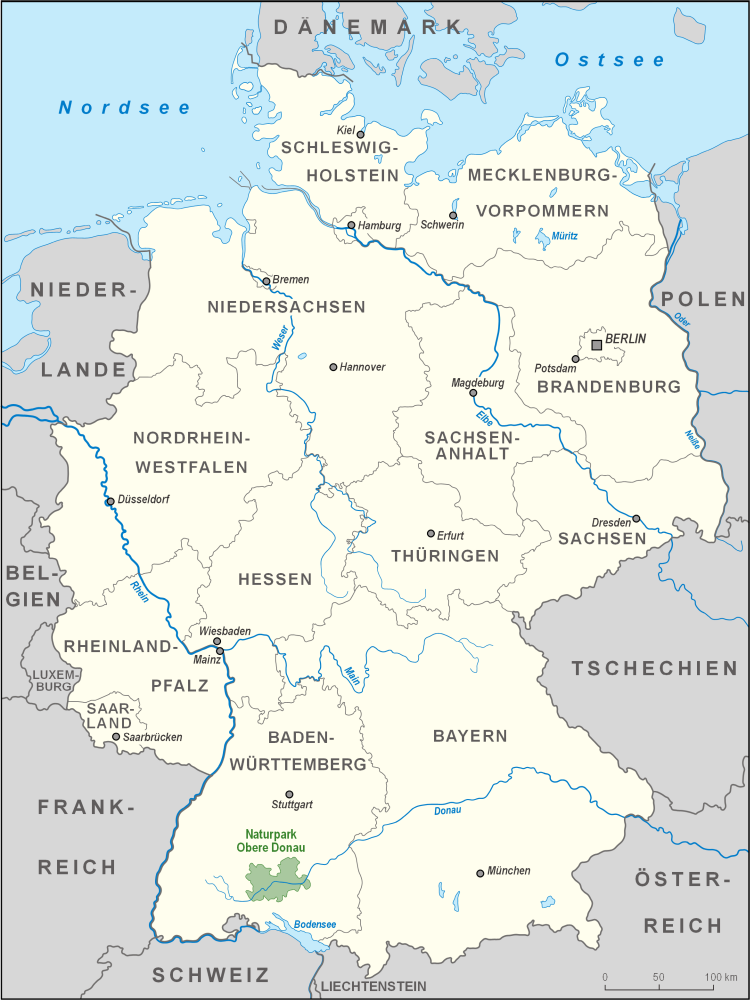
Lage des Naturparks Obere Donau

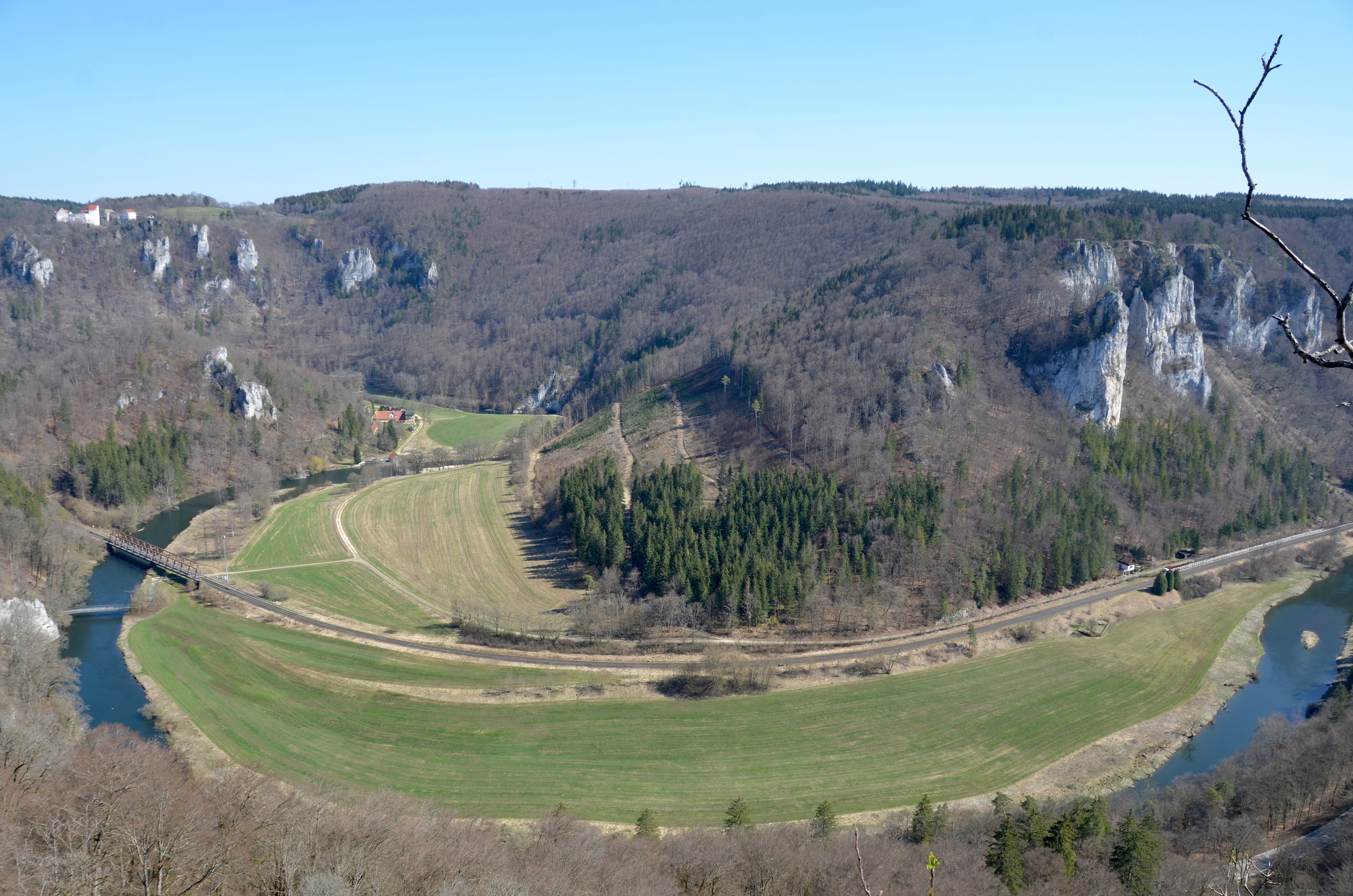
Donaumäander zwischen Beuron und Sigmaringen

Der Naturpark Obere Donau liegt im Süden Baden-Württembergs und umfasst große Teile der Landkreise Tuttlingen, Sigmaringen, Zollernalb und Biberach. Er wurde am 5. Dezember 1980 gegründet und ist einer von insgesamt sieben Naturparks in Baden-Württemberg.
Das Schutzgebiet umfasst 1496 Quadratkilometer entlang der Donau und ihrer Nebenflüsse Bära und Lauchert zwischen Geisingen und Herbertingen. Es wird vom gleichnamigen eingetragenen Verein mit Sitz in Beuron verwaltet, wo der beeindruckendste Teil des Donaudurchbruchs durch die Schwäbische Alb erwandert werden kann.

## Naturpark

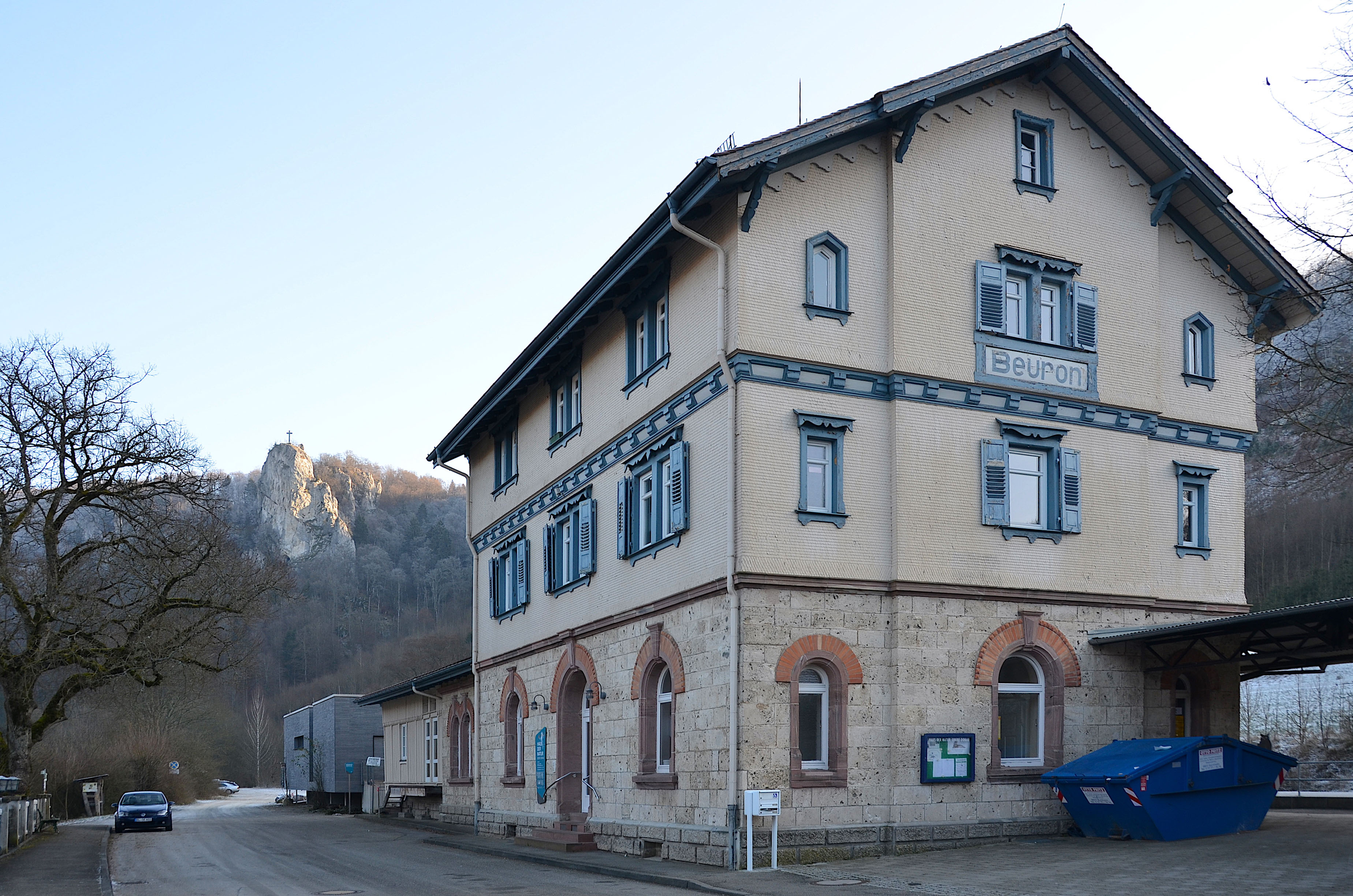
Haus der Natur, ehemaliges Bahnhofsgebäude Beuron

### Lage und Schutzgebiete
Dem Naturpark gehören 56 Gemeinden sowie die vier Landkreise an. Der Siedlungsraum umfasst etwa 120.000 Menschen. Die Verwaltung befindet sich im „Haus der Natur“, dem alten Bahnhof in Beuron, der Heimat des Naturparkvereins und des Naturschutzzentrums ist. Vorsitzender des Naturparkvereins ist der Tuttlinger Landrat Stefan Bär, Naturpark-Geschäftsführer ist Oberforstrat Bernd Schneck.
Der Naturpark erstreckt sich von Geisingen (Landkreis Tuttlingen) im Westen bis Altheim bei Riedlingen (Landkreis Biberach) im Osten, in der Nord-Süd-Achse von Schömberg (Zollernalbkreis) bis Sauldorf (Landkreis Sigmaringen). Den flächenmäßig größten Teil des Naturparks bildet der Heuberg, die südwestliche Hochfläche der Schwäbischen Alb, die von der Donau durchbrochen wird. Neben der Hochfläche der Schwäbischen Alb mit dem Großen Heuberg gehört weiter das Laucherttal bis Gammertingen zum Naturpark sowie das Obere Schlichemtal (entwässert zum Neckar) von Tieringen bis Schömberg. Im Süden reicht der Naturpark in das von den Eiszeiten geprägte südwestdeutsche Alpenvorland.
Im Jahre 2005 wurde der Naturpark um den östlichen Teil (fast 500 Quadratkilometer) erweitert, der dem nördlichen Teil des Landkreises Sigmaringen im Bereich des Laucherttals entspricht. 2018 folgte eine zweite Erweiterung im südwestlichen Bereich des Parks.
Mit dem Natura-2000-Gebiet „Oberes Donautal“ sind das Fauna-Flora-Habitat-Gebiet (FFH) „Oberes Donautal zwischen Beuron und Sigmaringen“ sowie das Vogelschutzgebiet „Südwestalb und Oberes Donautal“ mit einer Fläche von 2.700 Hektar nahezu identisch. Weiterhin gehört zum Naturpark das Naturschutzgebiet Stiegelesfels-Oberes Donautal. Das Stiegelefelsmassiv befindet sich zwischen Beuron und Fridingen.

### Naturparkorte
Landkreis Biberach
Binzwangen und Heiligkreuztal
Landkreis Sigmaringen

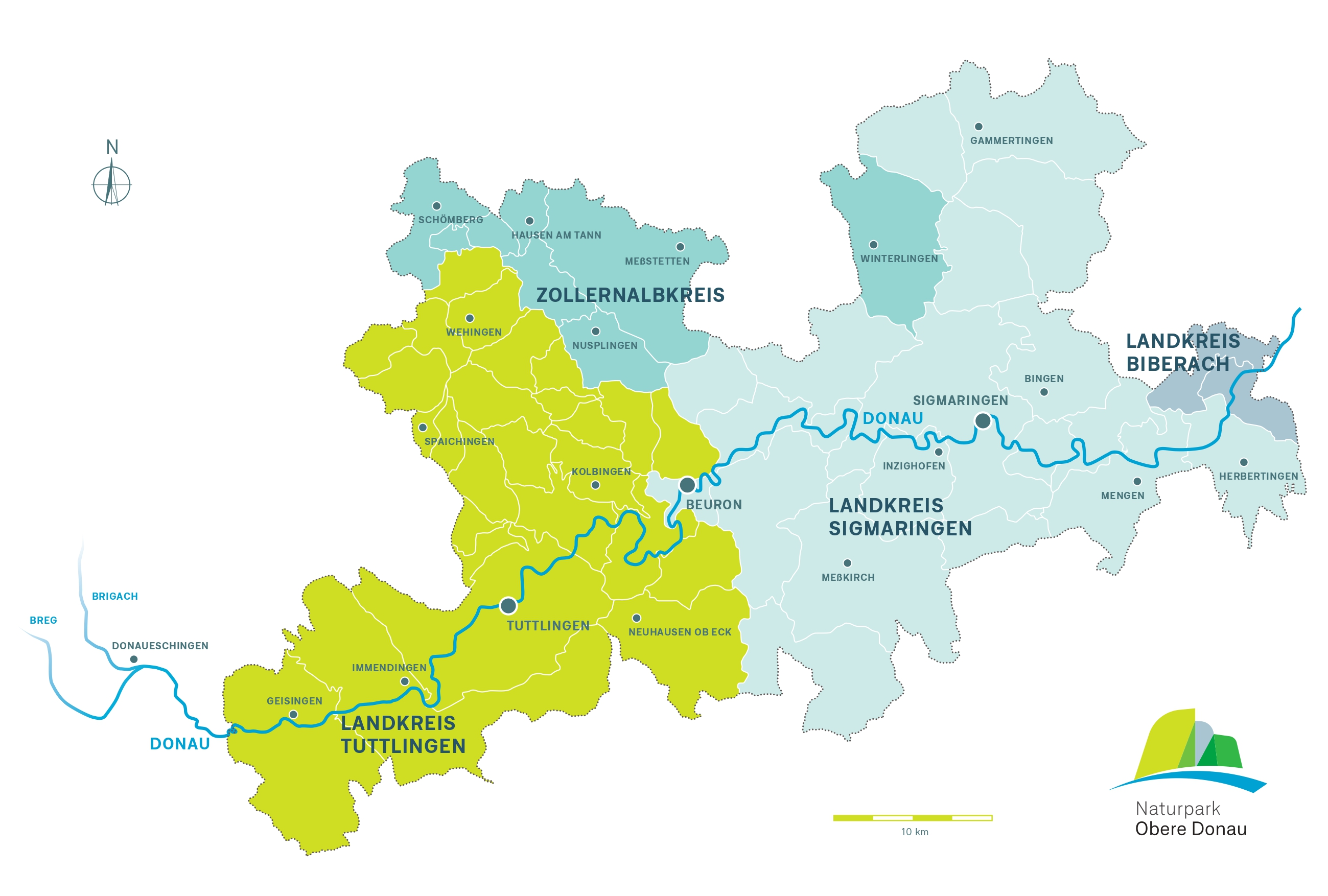
Orte des Naturparks Obere Donau

Beuron (mit Hausen im Tal, Langenbrunn, Neidingen und Thiergarten), Bingen, Gammertingen (mit Feldhausen, Harthausen und Kettenacker), Herbertingen (mit Hundersingen, Marbach und Mieterkingen), Hettingen (mit Inneringen), Inzigkofen (mit Engelswies und Vilsingen), Leibertingen (mit Altheim, Kreenheinstetten und Thalheim), Krauchenwies (mit Ablach), Mengen (mit Beuren, Blochingen, Ennetach und Rulfingen), Meßkirch (mit Buffenhofen, Dietershofen, Heudorf, Langenhart, Menningen, Ringgenbach und Rohrdorf), Neufra (mit Freudenweiler), Sauldorf (mit Bichtlingen, Bietingen, Boll, Krumbach und Rast), Scheer (mit Heudorf), Schwenningen, Sigmaringen (mit Gutenstein, Jungnau und Oberschmeien), Sigmaringendorf (mit Laucherthal), Stetten am kalten Markt (mit Nusplingen, Glashütte, Frohnstetten und Storzingen) und Veringenstadt (mit Hermentingen und Veringendorf)
Landkreis Tuttlingen
Balgheim, Bärenthal, Bubsheim, Buchheim, Böttingen, Deilingen, Denkingen, Dürbheim, Egesheim, Emmingen-Liptingen (mit Emmingen ab Egg und Liptingen), Fridingen an der Donau, Frittlingen, Geisingen, Gosheim, Immendingen, Irndorf, Kolbingen, Königsheim, Mahlstetten, Mühlheim an der Donau, Neuhausen ob Eck (mit Schwandorf und Worndorf), Reichenbach am Heuberg, Renquishausen, Rietheim-Weilheim (mit Rietheim und Weilheim), Spaichingen, Tuttlingen (mit Eßlingen, Möhringen an der Donau und Nendingen), Wehingen und Wurmlingen
Zollernalbkreis
Meßstetten (mit Hartheim, Heinstetten, Hossingen, Tieringen, Oberdigisheim und Unterdigisheim), Hausen am Tann, Nusplingen, Obernheim, Ratshausen, Schömberg (mit Schörzingen), Weilen unter den Rinnen und Winterlingen

## Geologie

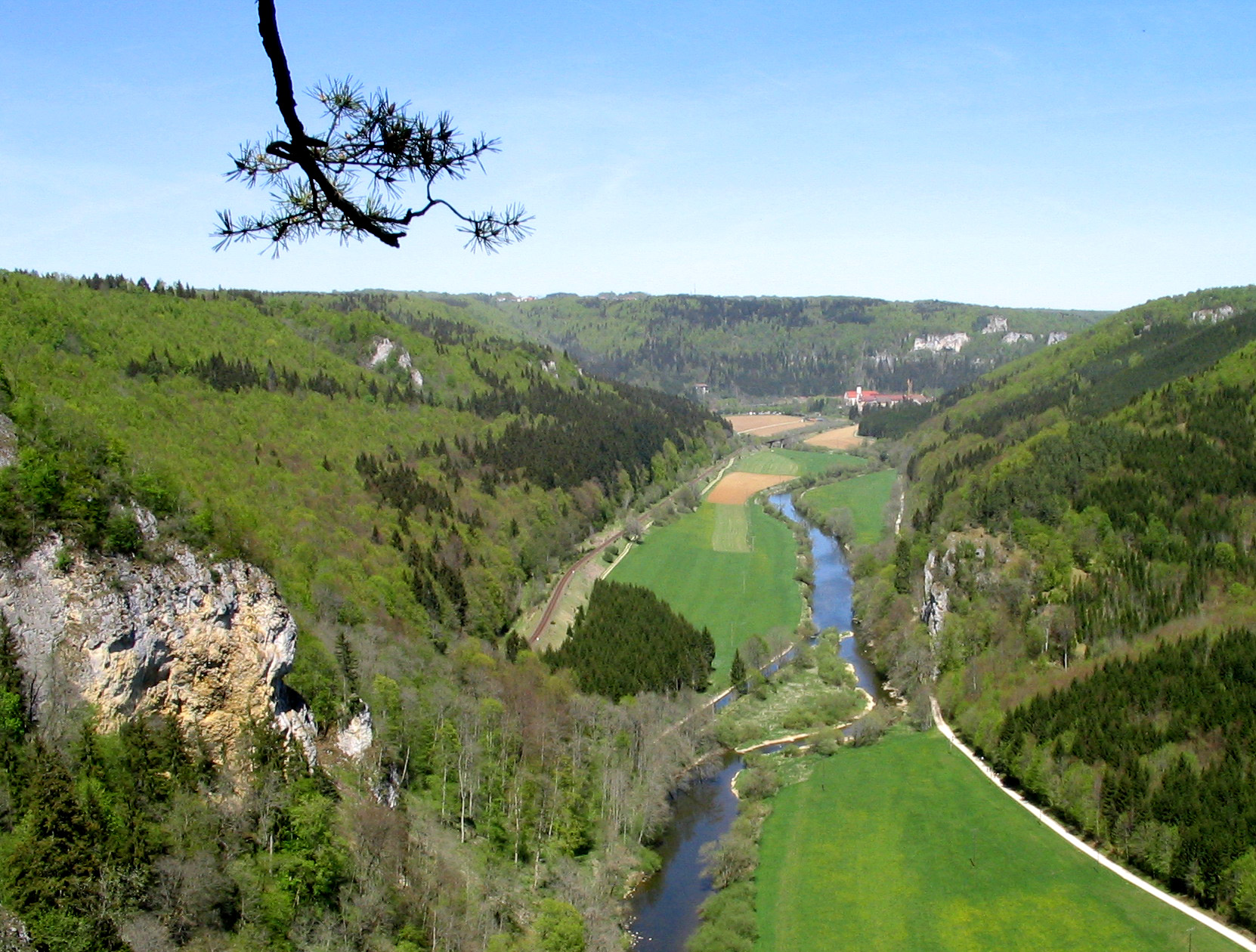
Blick vom Knopfmacherfelsen Richtung Beuron

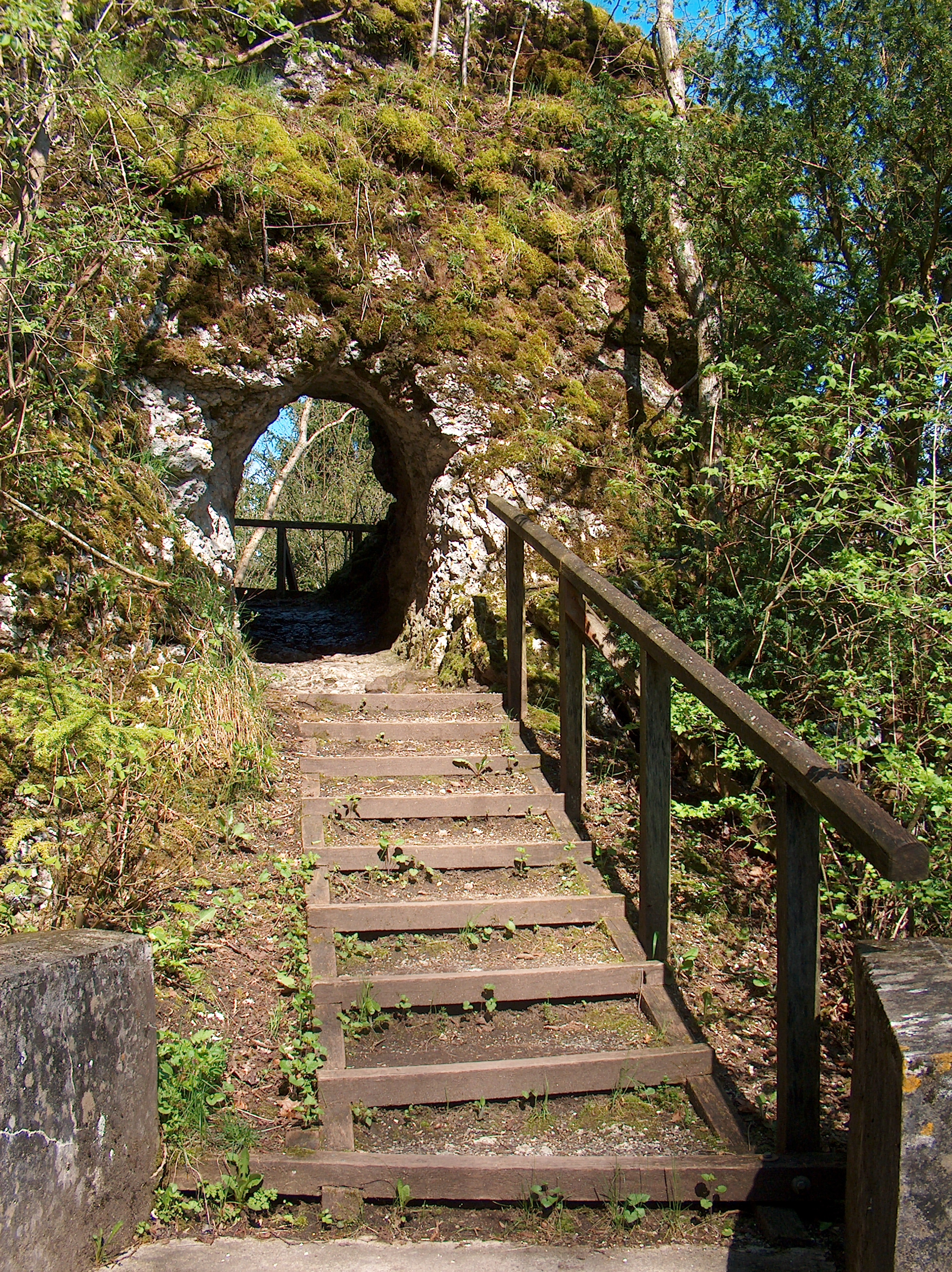
Wanderweg im Fürstlichen Park zu Inzigkofen

Die beiden Quellflüsse der Donau sind die Brigach und die Breg am östlichen Rand des Schwarzwaldes. Sie vereinigen sich bei Donaueschingen zur Donau.
Zwischen Immendingen und Ertingen durchquert die Donau den Naturpark Obere Donau, in dem sie sich ein tiefes Bett durch das Juragestein der Schwäbischen Alb gegraben hat. In diesem Durchbruchstal des noch schmalen Flusses wurden mächtige Kalkfelsen freigelegt: Einer davon ist der Knopfmacherfelsen bei Beuron.
Beuron selbst liegt mitten in der Landschaft des Naturparks. Die Ortschaft ist aus der vielbesuchten Erzabtei Beuron hervorgegangen.
Dieses Durchbruchstal im Bereich der Oberen Donau wird als Donautal bezeichnet.
Die Donau fließt in ihrem oberen Lauf durch die Städte Geisingen, Immendingen, Tuttlingen, Mühlheim, Fridingen, Sigmaringen, Scheer und Mengen.

### Donauversickerung

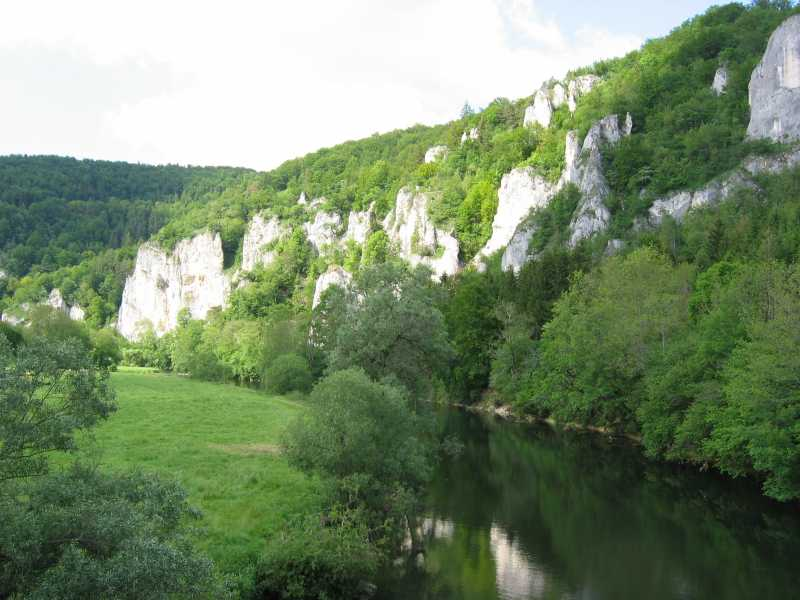
Durchbruch der Donau durch die Schwäbische Alb bei Beuron

Rein geologisch als auch touristisch interessant, sind die Donauversickerungen in Immendingen – südlich von Fridingen.

### Nebenflüsse der Donau
Die Nebenflüsse der Donau sind von Süden aus, die Ablach und die Ostrach.
Von Norden kommend der Krähenbach, die Elta, Bära, Schmeie (oder Schmiecha) und die Lauchert.

## Geschichte

### Steinzeit
Besiedlungsgeschichtlich nehmen die Höhlen des Oberen Donautals zwischen Tuttlingen und Sigmaringen eine bedeutende Rolle ein: Sie dienten den Steinzeitjägern als Schutzorte, die bei Gefahr aufgesucht wurden. Funde reichen vom Paläolithikum (Burghöhle Dietfurt) über das Mesolithikum (Beuronien: Jägerhaushöhle) bis hin zum Neolithikum (Höhle im Eichfelsen).

### Bronzezeit
Die Hochflächen der Alb wurden erst im dritten Jahrtausend vor Christus besiedelt, Fundstellen sind für die Bronzezeit und Eisenzeit nachweisbar.

### Mittelalter
Der Burgenbau im Donautal begann ab 1000 nach Christus. Hiervon zeugen erhaltene Burgen und Schlösser sowie insgesamt 89 Burgenreste. Zu den zahlreichen erhaltenen Burgen und Schlössern zählen das Alte und Neue Schloss Mühlheim, das Fridinger Stadtschloss, Schloss Bronnen, Burg Wildenstein, Schloss Werenwag, Schloss Gutenstein, Hohenzollernschloss Sigmaringen, Schloss Bartelstein und das Schloss Scheer. Die bekanntesten Ruinen sind in Tuttlingen die Burg Honberg, in Buchheim die Burgruine Kallenberg, die Ruine Schloss Hausen im Tal, Ruine Falkenstein, Ruine Dietfurt, Gebrochen Gutenstein.

## Trägerverein und Naturschutzzentrum
Träger des Naturparks Obere Donau ist der gleichnamige Verein, der im Oktober 1980 gegründet wurde. Diesem Verein gehören als Mitglieder neben den 56 Gemeinden und vier Landkreisen Vertreter der Land- und Forstwirtschaft, des Naturschutzes, der Regionalverbände, des Schwäbischen Albvereins, der Bergwacht, des Deutschen Alpenvereins und der Aktion Ruinenschutz Oberes Donautal an. Das ehemalige Bahnhofsgebäude von Beuron beherbergt seit 1996 die Geschäftsstellen der Stiftung Naturschutzzentrum Obere Donau und des Naturparkvereins Obere Donau. Es zeigt eine 2018 neu gebaute Ausstellung zur erdgeschichtlichen Entstehung der Oberen Donau und weist auf die Besonderheiten der Flora und Fauna hin. Schwerpunkt der Arbeit liegt im Bereich der Umweltpädagogik. Auch gibt es einen kleinen Naturparkladen.

## Verkehr

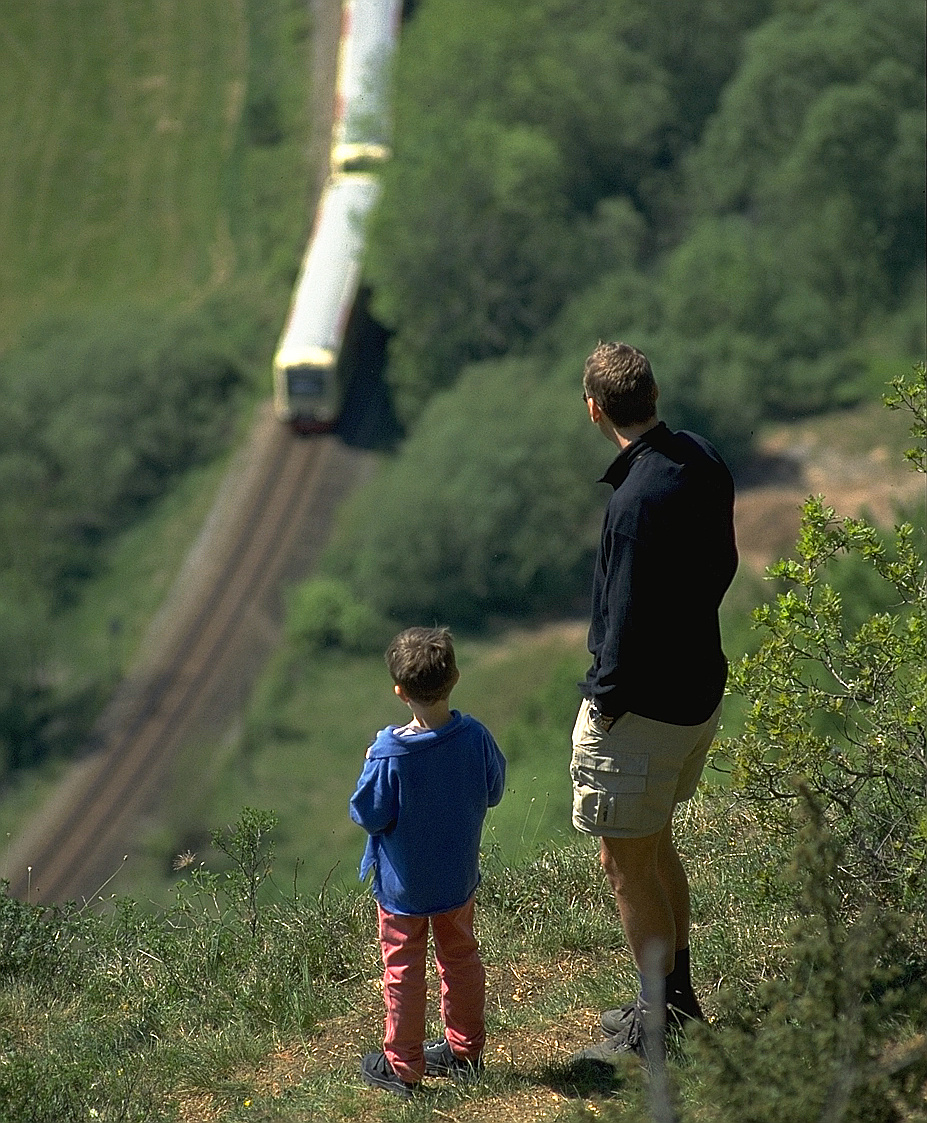
Blick von den Felsen bei Beuron auf die Züge der Bahnstrecke Tuttlingen–Inzigkofen

### Schienenverkehr
Im Naturpark wird an Wochenenden im Sommerhalbjahr ein vertaktetes Angebot im Schienenverkehr auf allen Strecken gefahren. Triebwagen der Hohenzollerischen Landesbahn verkehren hier an Wochenenden und Feiertagen. Erschlossen wird der Naturpark durch die Bahnstrecke Tuttlingen–Inzigkofen, die Bahnstrecke Tübingen–Sigmaringen und die Bahnstrecke Ulm–Sigmaringen. Neben den regulären Zügen verkehrt zwischen dem 1. Mai und 31. Oktober an Wochenenden und Feiertagen ein Triebwagen der SWEG und ein sogenannter Rad-Wander-Shuttle. Von Tübingen und Balingen aus wird der Naturpark bis Schömberg mit dem Rad-Wander-Shuttle erreicht. Die Züge verbinden einzelne Orte des Naturparks Obere Donau und wurden im Besonderen für Radfahrer und Wanderer des Donauradweges errichtet. Der Freizeitexpress Oberes Donautal verkehrt zwischen Sigmaringen und Blumberg mit Anschluss an Zubringer-Strecken. In Blumberg stellt er eine Verbindung zur Wutachtalbahn, einer Museumsbahn, her.

### Radwegenetz
Zwei Fernradwege durchlaufen das Gebiet:
- Parallel zur Donau verläuft der Donauradweg, der von Donaueschingen bis nach Wien, bzw. als EuroVelo-Route EV6 zum Schwarzen Meer führt.
- Der Schwäbische-Alb-Radweg durchmisst den Naturpark eher von Süden nach Norden. Er kommt vom Bodensee und führt über die Alb hinweg.

## Tourismus
Der Tourismus konzentriert sich vornehmlich auf das Sommerhalbjahr, an Wochenenden im Sommer besuchen bis zu 20.000 Menschen das Obere Donautal.

### Klettern
Das obere Donautal zeichnet sich durch eine Vielzahl von Kletterfelsen aus, die aktuell am bedeutendsten sind die Hausener Felsen, der Schaufelsen (inklusive Nebenfelsen) und die Hölle.
Die Hausener Felsen bestehen aus einer Reihe von Einzelfelsen über der Ortschaft Hausen im Tal, von denen heute insgesamt 17 beklettert werden können. Diese bieten eine große Anzahl von Routen in allen Schwierigkeitsgraden. In den 1980er Jahren waren diese der Hauptanziehungspunkt für die schwäbische Kletterprominenz, die markante Touren hinterlassen haben.

Der Schaufelsen ist ein mächtiges Felsmassiv bei Unterneidlingen, das Mehrseilenlängen-Routen in fast alpinen Ambiente bietet. Er gilt als das höchste außeralpine Massiv in Deutschland. Allerdings ist ein Großteil des Felsens ganzjährig oder saisonal gesperrt, ein Ausstieg auf den Trauf nur in wenigen Einzelfällen erlaubt. Außerdem dürfen keine Neutouren angelegt werden. Damit sind die verfügbaren Touren limitiert.
Die Hölle ist dem Extremen vorbehalten: Gewaltige Überhänge verlangen eine steile, kraftraubende Kletterei.
Bereits nach dem Ersten Weltkrieg begann die touristische Erschließung des Donautals für den Klettersport. Diese Phase des frühen Klettertourismus im Donautal wurde durch den Zweiten Weltkrieg unterbrochen, so dass ab 1949 eine zweite Erschließung zu verzeichnen ist.
Zum Schutz von Flora und Fauna wurde ab 1992/93 ein Großteil der ehemals bekletterten Felsen ganzjährig oder saisonal (für die Zeit der Vogelbrut oder die Balzzeit) für den Klettersport gesperrt, was lange Konflikte ausgelöst hat. So wurden zum Beispiel alle Felsen rund um das Kloster Beuron für das Klettern komplett gesperrt. Insgesamt wurden in Baden-Württemberg eine hohe Anzahl von Felsen auf Antrag der Naturschutzverbände gesperrt, obwohl nur zwischen 5 und 20 % der Felsen überhaupt beklettert wurden.

### Felsengarten

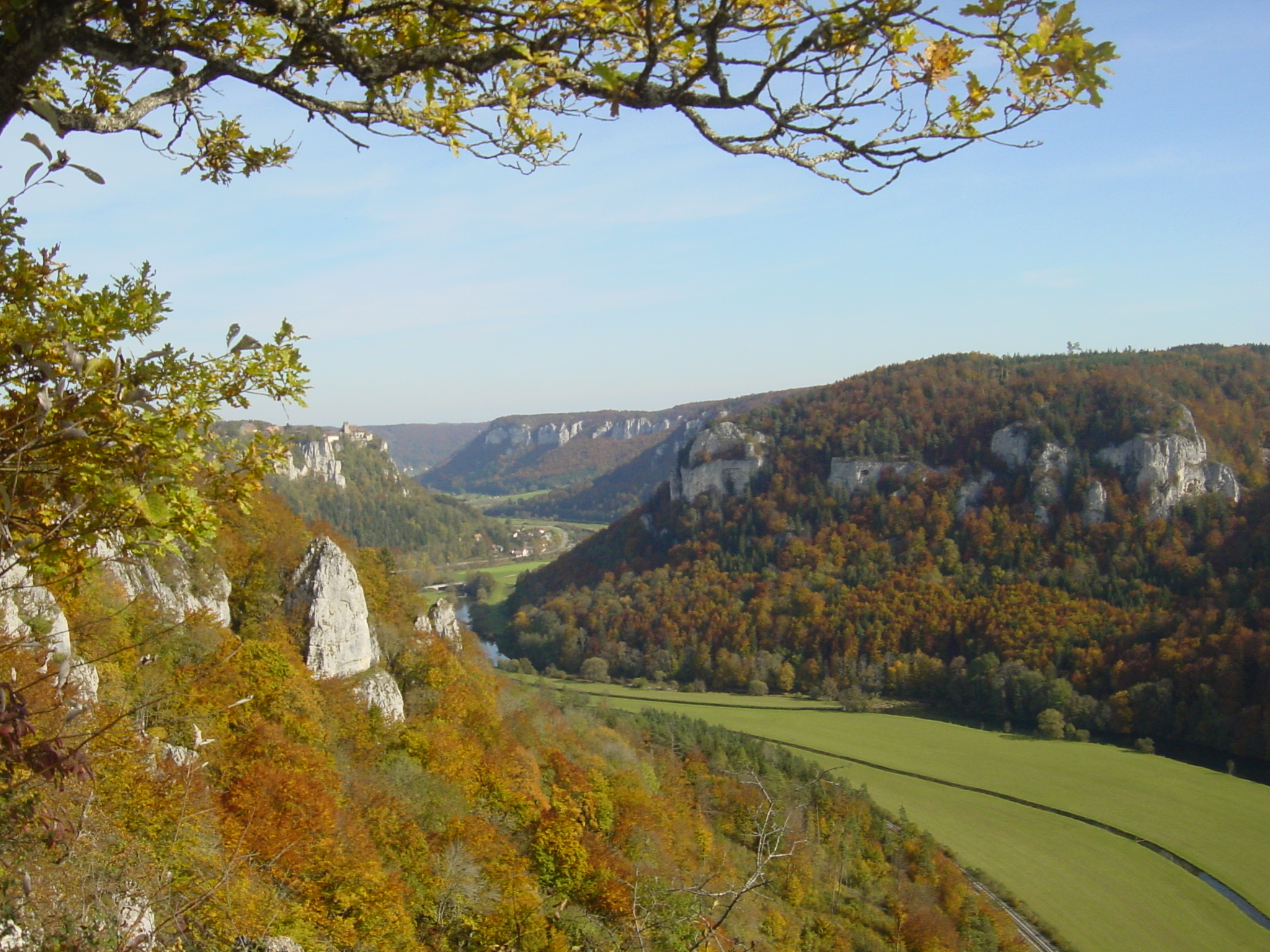
Blick vom Eichfelsen in das Obere Donautal

Der Irndorfer Felsengarten entstand in den Jahren 1997/98 mit Unterstützung des Naturparks Obere Donau sowie des Botanischen Gartens der Universität Tübingen. Die Anlage befindet sich in unmittelbarer Nähe des Eichfelsens und soll den Besuchern die Möglichkeit geben, die vielfältigen Formen der Felsenvegetation kennenzulernen, ohne dabei die äußerst sensiblen Pflanzen in der Natur zu schädigen.

### Wandern

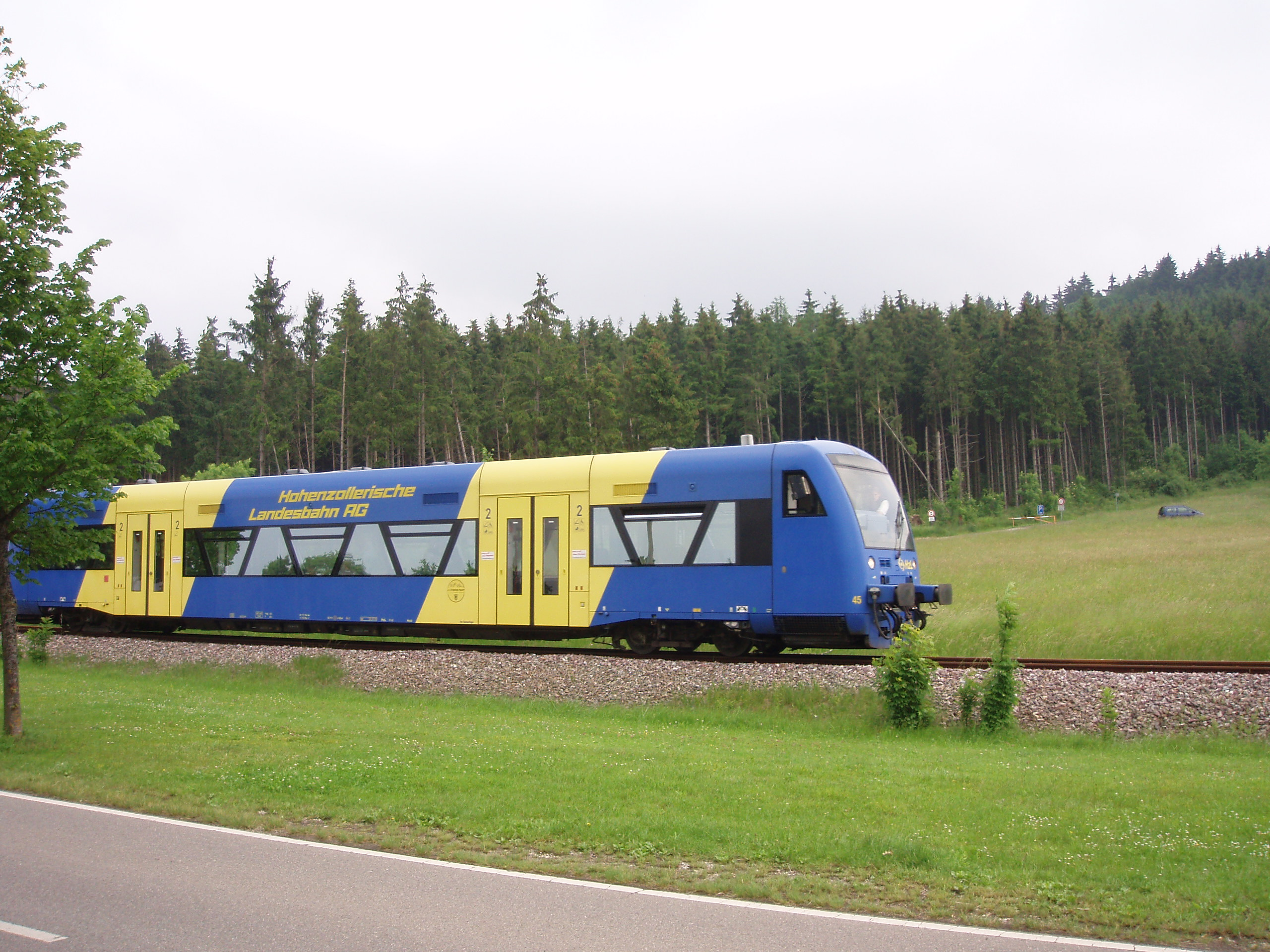
Rad-Wander-Shuttle bei Schömberg

Es gibt 214 Kilometer zertifizierte Wege als Rundwanderwege mit dem Donauberglandweg und dem Donau-Zollernalb-Weg. Im Norden verläuft der Schlichemwanderweg. Etwa 4000 Kilometer Wanderwege stehen zur Verfügung.
Auch die Via Beuronensis, der Martinusweg, der Oberschwäbische Pilgerweg, der Heuberg-Allgäu-Weg, der Schwäbische-Alb-Nordrand-Weg und der Schwäbische-Alb-Südrand-Weg durchziehen als Pilger- und Fernwanderwege den Naturpark Obere Donau. Die beiden letztgenannten Wege enden in Tuttlingen.

### Radfahren
Jährlich wird das Donautal von rund 80.000 Radtouristen besucht.
In der Kategorie der Fernradwege besteht der im Oberen Donautal überwiegend flach verlaufende Donauradweg, der von Fridingen an der Donau bis Sigmaringen aus Naturschutzgründen auf geschottertem Weg führt.

### Kanufahren
Weiteres Standbein des Tourismus im Naturpark Obere Donau ist das Kanufahren. Das Bootskontingent ist jedoch reglementiert und das Einsetzen vom Wasserstand abhängig.

### Schwimmen
Für den Wassersport stehen Badeseen zur Verfügung, unter anderem der Ratshauser See, die Schlichemtalsperre, der Stausee Kohlstatt-Brunnenbach und die Oberschwäbische Seenplatte. Flussschwimmen ist in der Donau möglich.

### Motorradtouren
Die enge und kurvenreiche Straße des Naturparks zwischen Sigmaringen und Beuron ist vor allem an Wochenenden Ziel von vielen Motorradfahrern. Von Beuron aus fahren viele weiter in Richtung Lochenpass, der aber an Sommerwochenenden gesperrt wird.

## Umweltschutz

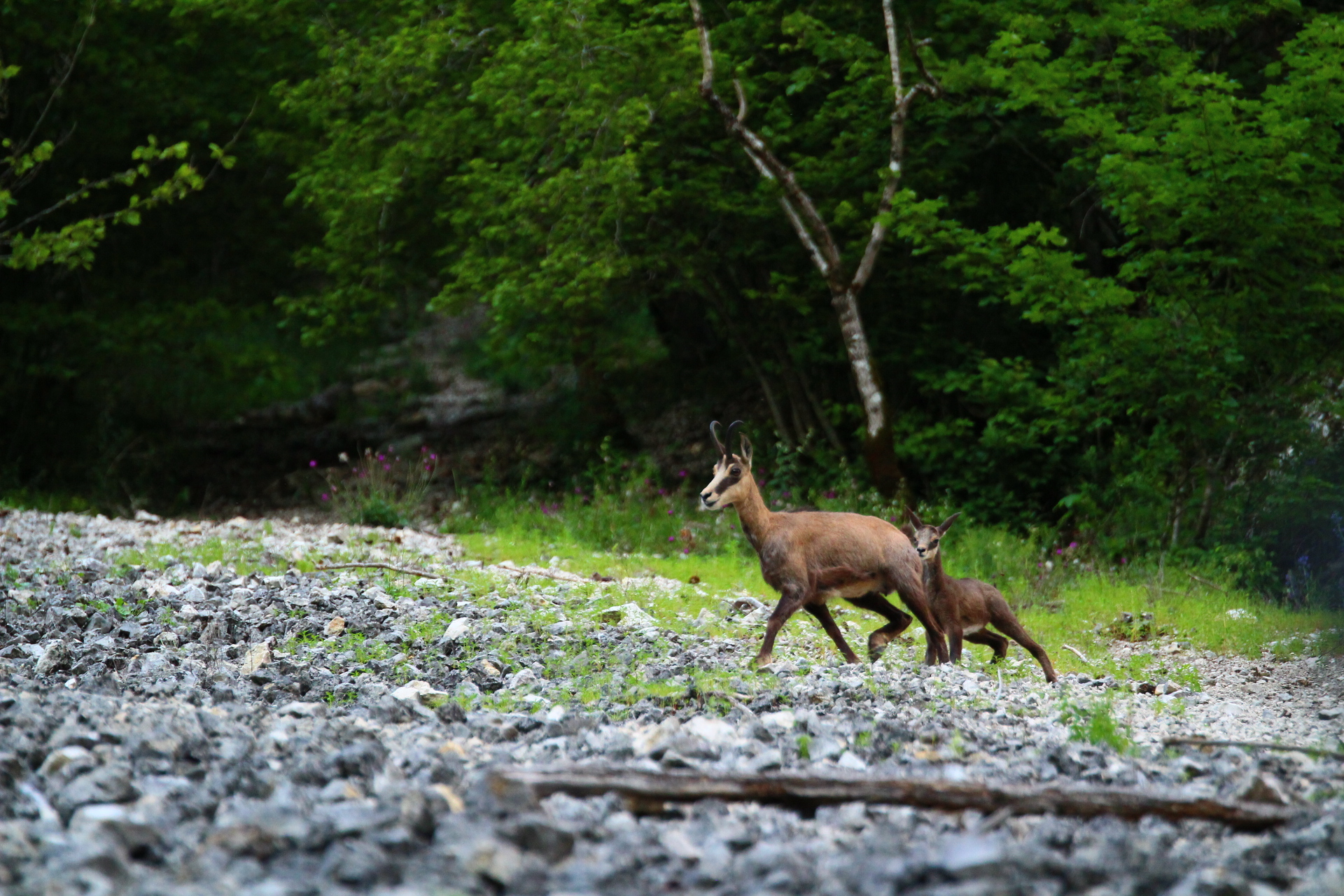
Gams und Gamskitz zwischen Fridingen und Beuron

Zwischen Beuron und Sigmaringen gibt es 19 Lebensraumtypen, neun seltene Fauna-Vertreter und 15 Vogelarten.

### Fauna
Gämsen sind seit Anfang der 1970er-Jahre im Donautal zwischen Fridingen und Sigmaringen heimisch. Es ist unter Fachleuten umstritten, ob diese zugewandert sind oder bewusst angesiedelt wurden.

### Flora
Auf den Kalksteinfelsen des Oberen Donautals konnten sich während der Ausbreitungsphase des Waldes nach der letzten Eiszeit Pflanzen zurückziehen, die an offene Standorte gebunden sind. Auf den exponierten Felsköpfen fanden Arten wie das Federgras, das Heideröschen oder die Zwerg-Glockenblume einen idealen Rückzugsort.

## Literatur

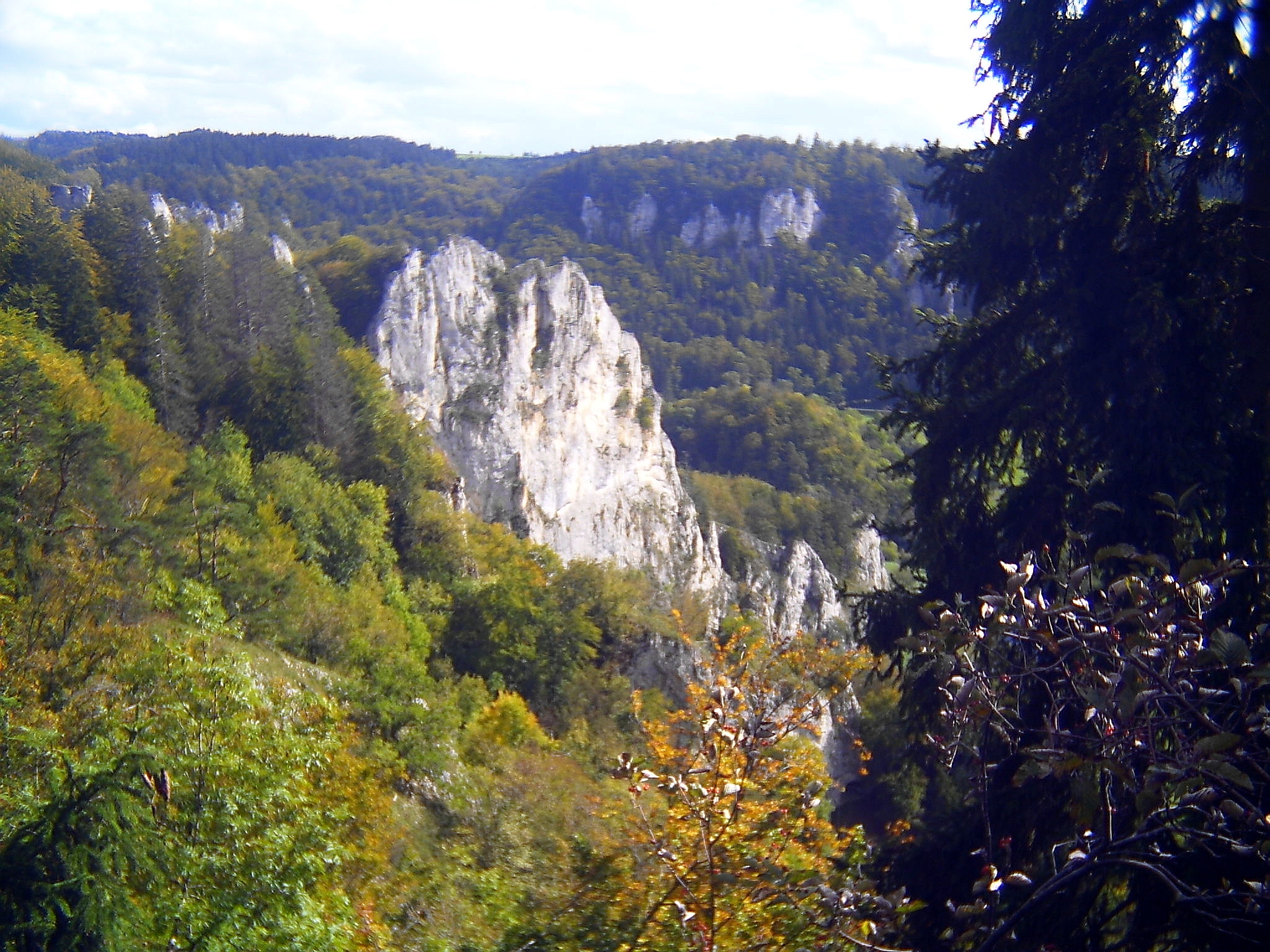
Stiegelefelsen bei Fridingen im Donaudurchbruch der Schwäbischen Alb

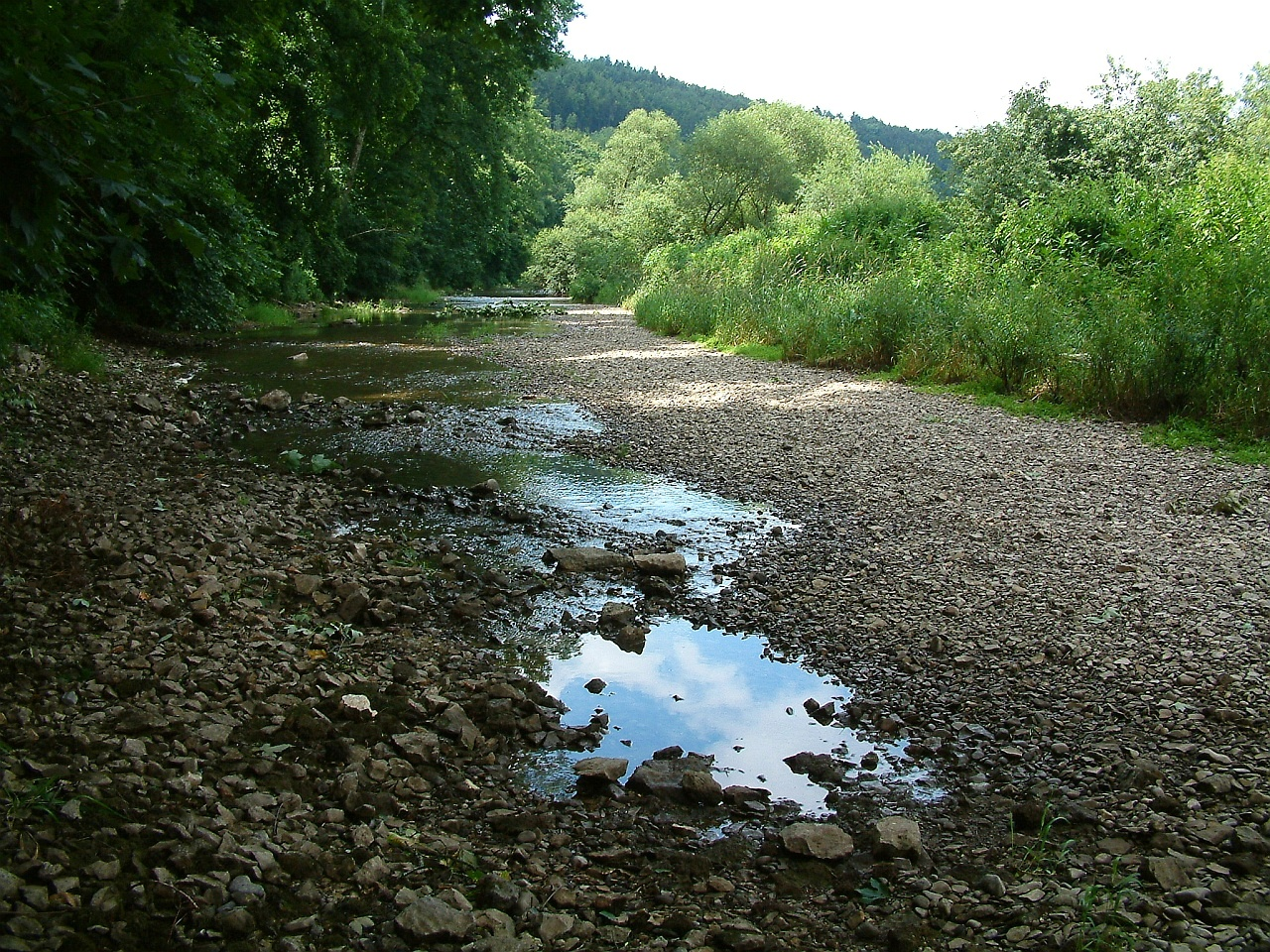
Das fast völlig ausgetrocknete Flussbett der Donau an der Donauversickerung